# Cryptic Writings
A Cryptic Writings a Megadeth nevű amerikai heavy metal együttes hetedik stúdióalbuma, amely 1997 júniusában jelent meg a Capitol Records kiadásában. A Trust című dalt a lemezről Grammy-díjra jelölték a "Best Metal Performance" kategóriában.

## Az album dalai
Az összes szám szerzője Dave Mustaine, kivéve a jelzett helyeken. 
| 1.  | Trust (szöveg: Mustaine, Marty Friedman)                                   | 5:12 |
| 2.  | Almost Honest (zene: Mustaine, Friedman)                                   | 4:09 |
| 3.  | Use the Man (zene: Mustaine, Friedman)                                     | 4:04 |
| 4.  | Mastermind                                                                 | 3:48 |
| 5.  | The Disintegrators                                                         | 3:05 |
| 6.  | I'll Get Even (zene/szöveg: Mustaine, Friedman, Dave Ellefson, Brian Howe) | 4:19 |
| 7.  | Sin (zene/szöveg: Mustaine, Ellefson, Nick Menza)                          | 3:06 |
| 8.  | A Secret Place                                                             | 5:25 |
| 9.  | Have Cool, Will Travel                                                     | 3:40 |
| 10. | She-Wolf                                                                   | 3:38 |
| 11. | Vortex                                                                     | 3:23 |
| 12. | FFF (zene: Mustaine, Friedman, Ellefson, Menza)                            | 2:47 |

| 13. | One Thing | 4:38 |

| 13. | Trust (Spanish version)                           | 5:12 |
| 14. | Evil That's Within (Alternative version of "Sin") | 3:22 |
| 15. | Vortex (Alternative version)                      | 3:30 |
| 16. | Bullprick (Alternative version of "FFF")          | 2:47 |

## Közreműködők
- Dave Mustaine – gitár, ének
- Marty Friedman – Vezető gitáros
- Dave Ellefson – basszusgitár, vokál
- Nick Menza – dob

## Fordítás
Ez a szócikk részben vagy egészben  a   Cryptic Writings című angol Wikipédia-szócikk fordításán alapul.  Az eredeti cikk szerkesztőit annak laptörténete sorolja fel. Ez a jelzés csupán a megfogalmazás eredetét és a szerzői jogokat jelzi, nem szolgál a cikkben szereplő információk forrásmegjelöléseként.